# Mochowoje (rejon zalegoszczeński)
Mochowoje (ros. Моховое) – wieś (sieło) w Rosji, w obwodzie orłowskim, w rejonie zalegoszczeńskim. W 2010 liczyła 904 mieszkańców.